# Sesniki
Sesniki è un villaggio della parrocchia di Setomaa, nella contea di Võru, nell'Estonia sudorientale. 
Sesniki e i suoi villaggi vicini (Kundruse, Litvina, Pattina, Perdaku, Saabolda, Saatse, Samarina e Ulitina) sono notevoli come parte dell'Estonia che, sebbene non sia un'enclave, non era accessibile su strada prima del 2008 senza aver attraversato il territorio russo per diverse centinaia metri, attraverso una zona conosciuta come Stivale di Saatse. Nel 2008 è stata aperta una nuova strada Matsuri–Sesniki, che permette di raggiungere la zona senza passare necessariamente dallo stivale di Saatse. Questo comporta, tuttavia, una deviazione di 15-20 km se si viaggia da Värska.